# Mie Sørensen
Mie Sørensen (født 21. maj 1994 i Svenstrup) er en dansk håndboldspiller som spiller for Nykøbing Falster Håndboldklub som hun kom til i 2017, hun har tidligere spillet i Viborg HK, SønderjyskE og Aalborg DH.